# Pena de morte na Coreia do Sul
A pena de morte é uma pena legal na Coreia do Sul. A partir de 2017, existem pelo menos 300 pessoas na Coreia do Sul no corredor da morte. As execuções são realizadas por enforcamento ou fuzilamento.
Em 27 de agosto de 2015, a Suprema Corte condenou um homem chamado "Jiang Jaechin" à morte por assassinato múltiplo, estupro e estupro de criança. Este é o último civil no corredor da morte.
Em 19 de fevereiro de 2016, a Suprema Corte confirmou a sentença de morte proferida por um homem conhecido pelo sobrenome "Lim", um sargento do exército de 24 anos que matou cinco colegas soldados e feriu outros sete em um tiroteio perto da fronteira com a Coreia do Norte em 2014. Ele se tornou a 361ª pessoa no corredor da morte na Coreia do Sul. Segundo Yonhap, das 361 pessoas no corredor da morte, 45, incluindo Lim, eram soldados.
No entanto, a Coreia do Sul não executou ninguém desde 1997.

## História
As execuções na Coreia existem desde 1895. O objetivo das execuções era causar reações e impedir crimes. Os métodos de execução incluíram corte lento, suspensão e desmembramento. Cabeças de pessoas executadas foram exibidas ao público para servir como aviso público e fazer cumprir a cortesia militar. No entanto, corpos de pessoas executadas foram permitidos a procedimentos funerários.
Na história contemporânea, a primeira lei de execução foi estabelecida em 25 de março de 1895, pelo Supremo Tribunal de Justiça do Japão, agindo sob a Constituição do Império do Japão. A primeira sentença de morte foi dada quatro dias depois, em 29 de março de 1895, a Jeon Bongjun.
Atualmente, o Código Penal da Coreia do Sul regula as execuções como uma forma de punição para alguns crimes, de acordo com a seção de Direito Penal 41. Esses crimes incluem: Rebelião (Seção 87), Conspiração com países estrangeiros (Seção 92), Homicídios (Seção 250), Assalto a homicídio (Seção 338) e outras 12 seções. Pessoas com menos de 18 anos não podem ser executadas de acordo com a Lei de Menores (Seção 59, Lei de Menores).

## Desenvolvimentos
Em fevereiro de 1998, o então presidente Kim Dae-jung promulgou uma moratória às execuções. Essa moratória ainda está em vigor a partir de 2013. Assim, as execuções na Coreia são consideradas de fato abolidas. As últimas execuções ocorreram em dezembro de 1997, quando 23 pessoas (cada uma delas matou pelo menos 2 pessoas) foram mortas. No entanto, ainda há pelo menos 60 pessoas com sentença de morte a partir de 2013.
Em 2010, o Tribunal Constitucional da Coreia decidiu que a pena de morte não violava "dignidade e valor humano" na Constituição da República da Coreia. Em uma decisão de cinco a quatro, a pena de morte foi mantida como constitucional. Instituições como a Anistia Internacional consideraram esse um "grande revés para a Coreia do Sul". No final de 2010, o ministro da Justiça Lee Kwi-nam aludiu à possibilidade de retomar as execuções. Em 2013, três projetos de lei que propunham a abolição da pena de morte terminaram no final do mandato da Assembleia Nacional.
As execuções ainda são motivo de debate. As pessoas pediram execuções por crimes violentos, especialmente os que envolvem estupro de menores.
Uma pesquisa de 2017 descobriu que os sul-coreanos mais jovens têm maior probabilidade de apoiar a pena de morte do que os mais velhos. As pessoas na casa dos 20 anos foram as mais favoráveis em 62,6%.

## Casos notáveis
Kang Ho-sun foi condenado por sequestrar e matar oito mulheres entre 2006 e 2008 e por queimar até a morte sua esposa e sogra em 2005. Kang, 38 anos, foi preso em janeiro pelo assassinato de uma estudante universitária e depois confessou ter matado e enterrado secretamente outras sete mulheres. Outros presos do corredor da morte incluem Yoo Young-chul e membros da família Chijon, uma antiga gangue de canibais.
Em março de 2010, em contraste com as especulações anteriores, o ministro Lee Kwi-nam deu a entender que as execuções dos reclusos do corredor da morte serão retomadas, quebrando a moratória virtual de 13 anos. Os comentários ocorreram alguns dias depois que Kim Kil-tae, que estuprou e matou uma estudante de 15 anos, foi condenado. Entretanto, isso não aconteceu.
Em dezembro de 2010, a sentença de morte de Kim foi reduzida à prisão perpétua e os promotores não recorreram ao Supremo Tribunal Federal.